# Malta hospitalaria
Malta fue gobernada por la Orden de San Juan de Jerusalén, como estado vasallo del Reino de Sicilia, desde 1530 a 1798. Las islas de Malta y Gozo, así como la ciudad de Trípoli en la moderna Libia, fueron otorgadas a la Orden por el emperador y monarca Carlos I de España y V de Alemania en 1530, tras la pérdida de Rodas. El Imperio Otomano logró capturar Trípoli de la Orden en 1551, pero fracasó un intento de tomar Malta en 1565.
Tras el asedio de 1565, la Orden decidió establecerse permanentemente en Malta y comenzó a construir una nueva ciudad capital, La Valeta. Durante los dos siglos siguientes, Malta atravesó una Edad de Oro, caracterizada por un florecimiento de las artes, la arquitectura y una mejora general de la sociedad maltesa. A mediados del siglo XVII, la Orden era la propietaria de iure de algunas islas del Caribe, lo que la convierte en el Estado más pequeño en colonizar las Américas.
La Orden comenzó a declinar en la década de 1770 y fue severamente debilitada por la Revolución Francesa en 1792. En 1798, las fuerzas francesas bajo Napoleón invadieron Malta y expulsaron a la Orden, lo que resultó en la ocupación francesa de Malta. El maltés finalmente se rebeló contra los franceses, y las islas se convirtieron en un protectorado británico en 1800. Malta debió ser devuelta a la Orden por el Tratado de Amiens en 1802, pero los británicos mantuvieron el control y las islas se convirtieron formalmente en una colonia británica por el Tratado de París en 1814.

## SigloXVI

### Primeros años
La Orden de San Juan fue expulsada de su base en Rodas durante el asedio otomano de 1522. Después de siete años de mudarse de un lugar a otro en Europa, los Caballeros se establecieron en 1530 cuando el Emperador Carlos V, como Rey de Sicilia, les concedió Malta, Gozo y el puerto norteafricano de Trípoli en feudo perpetuo a cambio de un cuota anual de un solo halcón maltés, que enviarían en el Día de Todos los Difuntos al representante del Rey, el Virrey de Sicilia..
La Orden se estableció en la ciudad de Birgu y la convirtió en su capital. La antigua fortaleza conocida como Castrum Maris fue reconstruida como Fuerte de San Ángel, las defensas de la ciudad se fortalecieron y se construyeron muchos edificios nuevos. La Orden pronto comenzó a acuñar sus propias monedas cuando se estableció en Malta.
Los Hospitalarios continuaron sus acciones contra los musulmanes y especialmente los piratas de Berbería. Aunque solo tenían unas pocas naves, rápidamente provocaron la ira de los otomanos, que no estaban contentos de ver que la orden se había reasentado. En julio de 1551, las fuerzas otomanas intentaron apoderarse del Fuerte San Ángel y más tarde Mdina, pero vieron que fueron superados en número e invadieron Gozo varios días después. Navegaron a Trípoli y capturaron la ciudad en agosto. Tras estos ataques, la Orden intentó repoblar Gozo y fortalecer las fortificaciones de Grand Harbour. Varios fuertes, incluyendo San Elmo y San Miguel se construyeron, y la ciudad de Senglea comenzó a desarrollarse alrededor de este último fuerte.
En algún momento entre 1551 y 1556, un tornado golpeó Malta, destruyó al menos cuatro galeras de la Orden y mató a 600 personas. Este es el peor desastre natural que se haya producido en Malta y uno de los tornados más mortíferos en la historia registrada.
En 1553, Carlos V ofreció una tercera posesión a la Orden, la ciudad de Mahdía en el moderno Túnez. Sin embargo, la Orden se negó a tomar el control de la ciudad ya que la comisión que se creó decidió que sería demasiado caro de mantener. Por lo tanto, el emperador ordenó al virrey de Sicilia, Juan de Vega, destruir Mahdia para evitar la ocupación musulmana. De Vega quemó Mahdia, pero tomó represalias contra Malta por no aceptar la ciudad, y prohibió la exportación de trigo a la isla. Para combatir esto, el Gran Maestre Claude de la Sengle trajo al ingeniero Vincenzo Vogo a Malta para actualizar los molinos para que la población no muriera de hambre. Autores como Giovanni Francesco Abela afirman que, después de la Batalla de Verbia en 1561, la Orden pudo haber ganado un estado títere en Moldavia, que fue gobernada por el nativo de Malta Ioan Iacob Heraclid hasta 1563; Su valoración sigue en disputa.

### Gran asedio y consecuencias
En 1565, Suleiman el magnífico envió una fuerza de invasión de unos 40,000 hombres para asediar a los 700 caballeros y 8,000 soldados y expulsarlos de Malta y obtener una nueva base desde la cual posiblemente lanzar otro asalto en Europa. Al principio, la batalla fue tan mala para los hospitalarios como lo había sido en Rodas: la mayoría de las ciudades fueron destruidas y casi la mitad de los caballeros murieron. El 18 de agosto, la posición de los asediados se estaba volviendo desesperada: cada día disminuían en número, se estaban volviendo demasiado débiles para mantener la larga línea de fortificaciones. Pero cuando su consejo sugirió el abandono de Birgu y Senglea y la retirada a Fort St. Angelo, el Gran Maestre Jean Parisot de La Valette se negó.
El virrey de Sicilia no había enviado ayuda; posiblemente las órdenes del Virrey de Felipe II de España fueron redactadas de manera tan oscura como para poner sobre sus hombros la carga de la decisión de ayudar a los Caballeros a expensas de sus propias defensas. Una decisión equivocada podría significar la derrota y exponer a Sicilia y Nápoles a los otomanos. Había dejado a su propio hijo con De Valette, por lo que no podía ser indiferente ante el destino de la fortaleza. Cualquiera que haya sido la causa de su retraso, el Virrey vaciló hasta que la batalla casi había sido decidida por los esfuerzos sin ayuda de los Caballeros, antes de verse obligados a moverse por la indignación de sus propios oficiales.

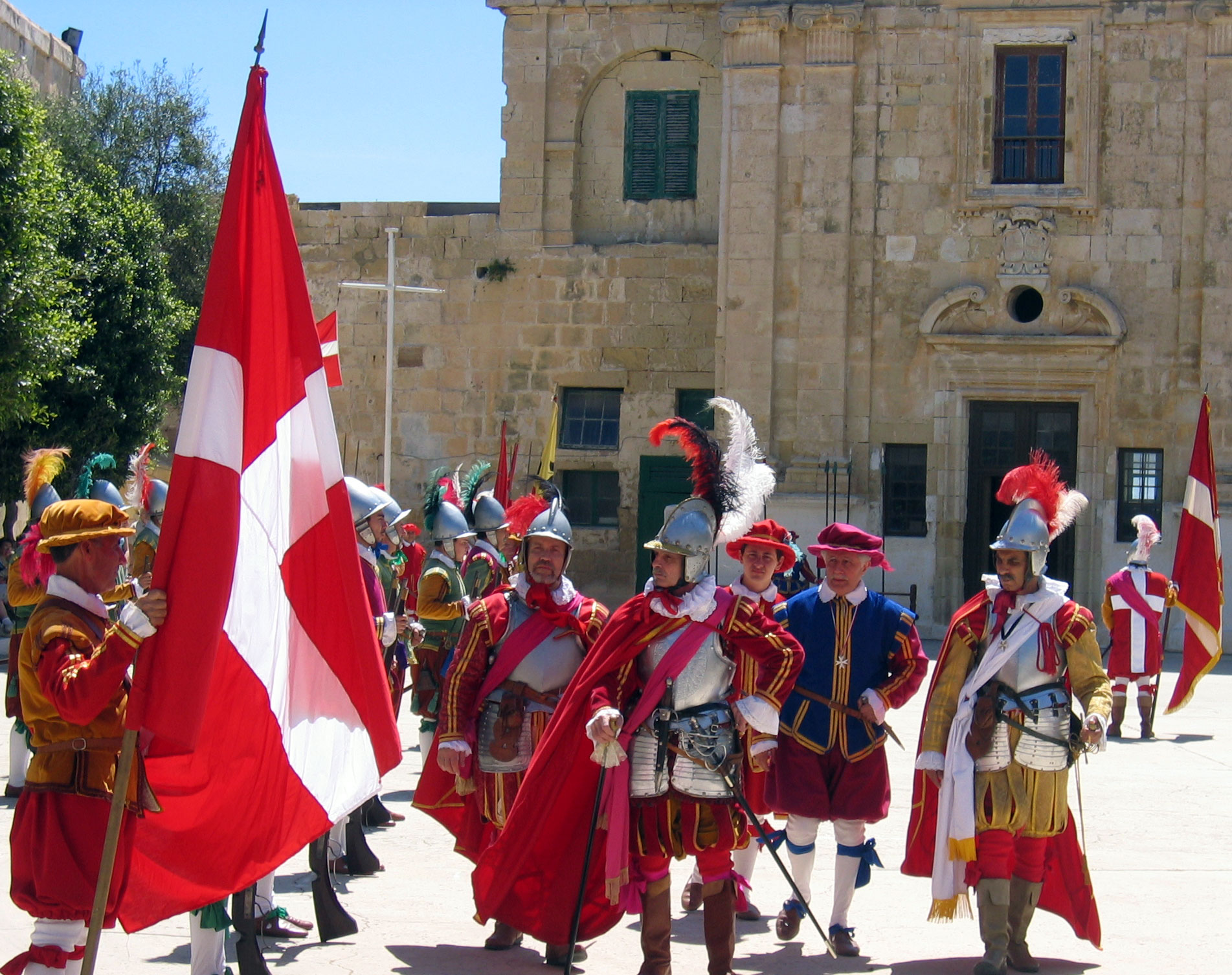
Recreación de los ejercicios militares de los Caballeros en Fuerte San Telmo en 2005.

El 23 de agosto se produjo otro gran asalto, el último esfuerzo serio, como se demostró, de los sitiadores. Fue rechazado con la mayor dificultad, incluso los heridos tomaron parte en la defensa. La difícil situación de las fuerzas turcas, sin embargo, ahora era desesperada. Con la excepción de Fort Saint Elmo, las fortificaciones seguían intactas. Trabajando día y noche, la guarnición había reparado las brechas, y la captura de Malta parecía cada vez más imposible. Muchas de las tropas otomanas en barrios atestados se habían enfermado durante los terribles meses de verano. Las municiones y los alimentos comenzaban a escasear, y las tropas otomanas se mostraban cada vez más desanimadas por el fracaso de sus ataques y sus pérdidas. La muerte el 23 de junio del experto comandante Dragut, un corsario y almirante de la flota otomana, fue un duro golpe. Los comandantes turcos, Piyale Pasha y Mustafa Pasha, fueron descuidados. Tenían una enorme flota que utilizaron con efecto en una sola ocasión. Desatendieron sus comunicaciones con la costa africana y no intentaron observar e interceptar los refuerzos sicilianos.
El 1 de septiembre hicieron su último esfuerzo, pero la moral de las tropas otomanas se había deteriorado seriamente y el ataque fue débil, ante el gran aliento de los asediados que ahora empezaron a ver esperanzas de liberación. Los perplejos e indecisos otomanos se enteraron de la llegada de refuerzos sicilianos a la bahía de Mellieħa. Sin saber que la fuerza era muy pequeña, rompieron el sitio y se fueron el 8 de septiembre. El Gran Sitio de Malta pudo haber sido la última acción en la que una fuerza de caballeros obtuvo una victoria decisiva.

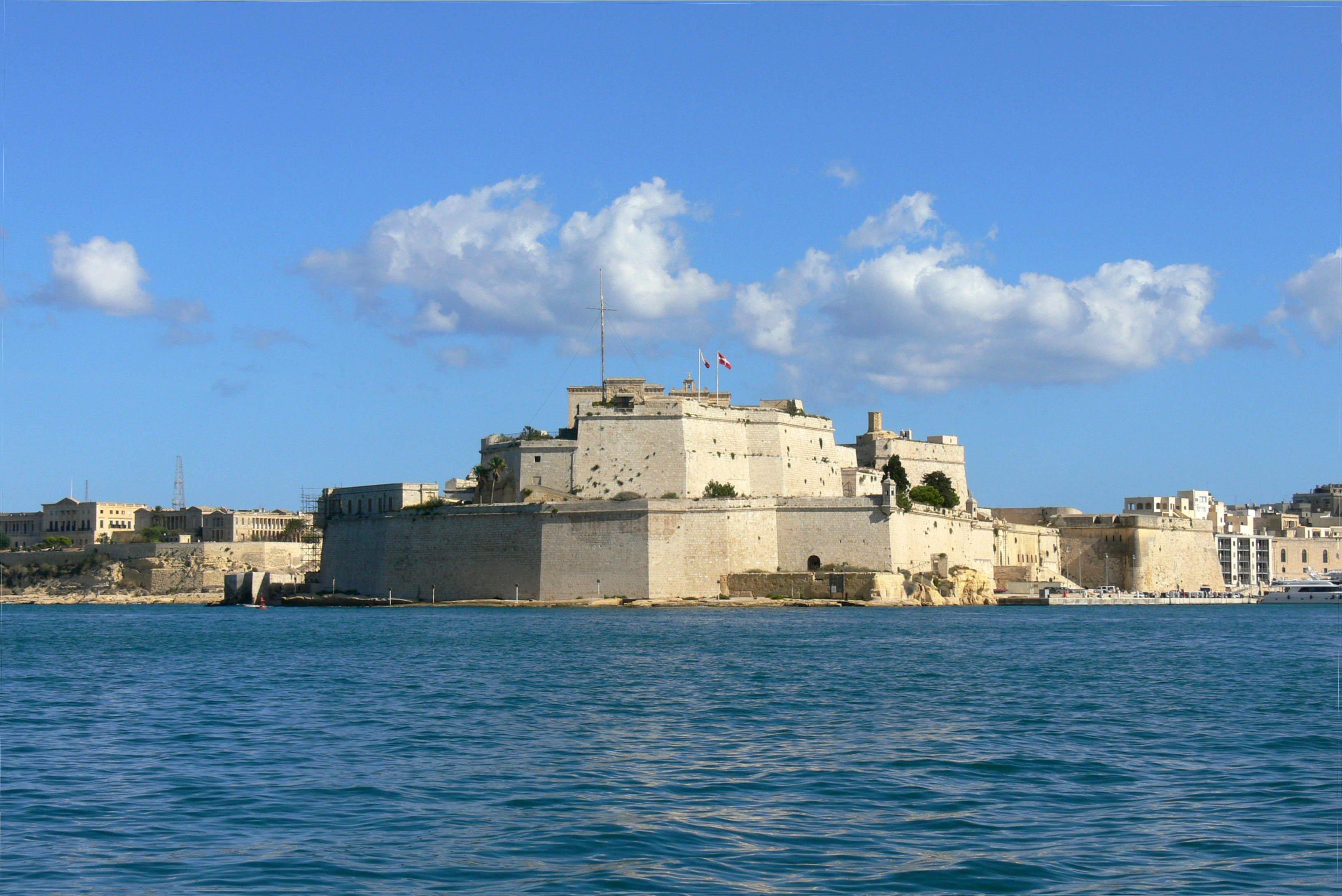
Vista del Fuerte de San Ángel.

Cuando los otomanos partieron, los hospitalarios tenían solo 600 hombres capaces de portar armas. La estimación más confiable estima que el número del ejército otomano en su apogeo era de unos 40,000 hombres, de los cuales 15,000 finalmente regresaron a Constantinopla. El sitio se representa vívidamente en los frescos de Matteo Perez d' Aleccio en el Salón de San Miguel y San Jorge, también conocida como la Sala del Trono, en el Palacio del Gran Maestro en La Valeta; Cuatro de los modelos originales, pintados al óleo por Perez d'Aleccio entre 1576 y 1581, se pueden encontrar en la Sala del Cubo de la Casa de la Reina en Greenwich, Londres.
Después del asedio, se construyó una nueva ciudad, La Valeta, que recibió su nombre en memoria del Gran Maestre que había resistido el asedio. Se convirtió en la sede de la Orden en 1571 y sigue siendo la capital de Malta hasta nuestros días.
En 1574, la Inquisición romana se estableció en Malta cuando el Papa Gregorio XIII envió a Pietro Dusina como mediador entre el Gran Maestre y el Obispo. Esta inquisición reemplazó a la antigua inquisición medieval en Malta que había sido dirigida por el obispo de Palermo.
En 1581, hubo una crisis entre el Convento General de la Orden y el Gran Maestre, Jean de la Cassière. Esto se convirtió en un motín en el que la Cassière fue confinado en Fort St. Angelo y el caballero Mathurin Romegas fue elegido Gran Maestre. El papa Gregorio XIII envió a Gaspare Visconti para resolver la disputa, y la Cassière y Romegas fueron convocados a Roma para explicar y defender el caso. Romegas murió una semana después de llegar a Roma, y la Cassière volvió a ocupar su puesto de Gran Maestre. Sin embargo, él también murió dentro de un mes en Roma, poniendo así fin a la disputa. En enero de 1582, Hugues Loubenx de Verdalle fue elegido Gran Maestre.

## sigloXVII

### Principales proyectos

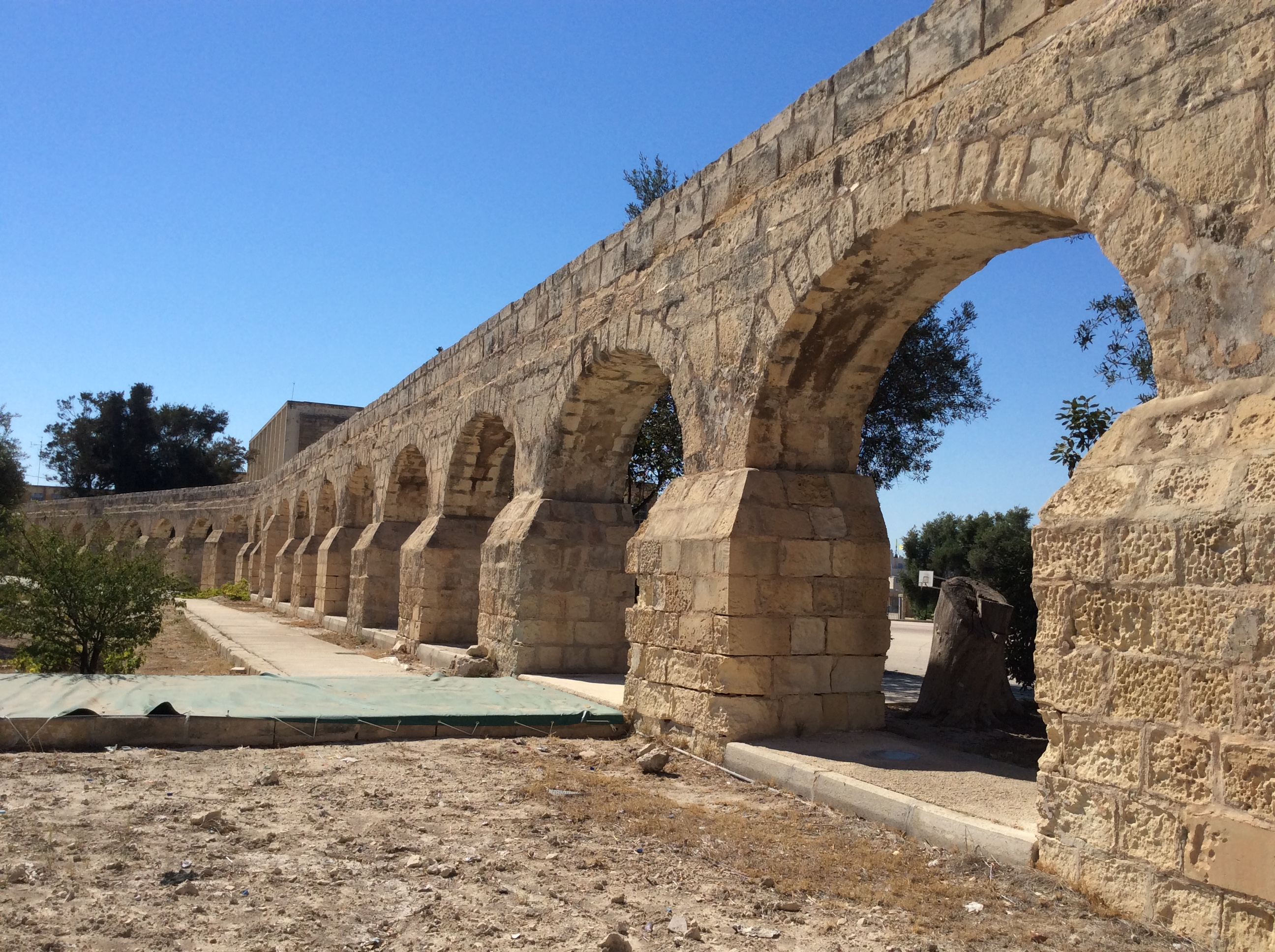
Acueducto Wignacourt en Birkirkara

Entre 1610 y 1615, el Acueducto Wignacourt se construyó para transportar agua de Dingli y Rabat a la capital, La Valeta. Este acueducto se mantuvo en uso hasta principios del siglo XX, y la mayoría de sus arcos aún sobreviven.
A lo largo del siglo XVII, también se mejoraron las fortificaciones de Malta. Las partes de Lage de la Ciudadela de Gozo fueron completamente reconstruidas entre 1599 y 1622. El área del Gran Puerto se fortaleció con la construcción de las Líneas de Floriana y Santa Margherita en los años 1630 y 1640, que rodeaban el frente terrestre de La Valeta y el de Birgu y Senglea. Más tarde, las Líneas Cottonera se construyeron alrededor de las Líneas Santa Margherita entre 1670 y 1680. Debido a la falta de fondos, las Líneas Santa Margherita y Cottonera permanecieron sin terminar por muchos años. A finales del siglo XVII, también se construyó el Fuerte Ricasoli para proteger la entrada al Gran Puerto, mientras que los Fuestes San Tllmo y San Ángel se fortalecieron.

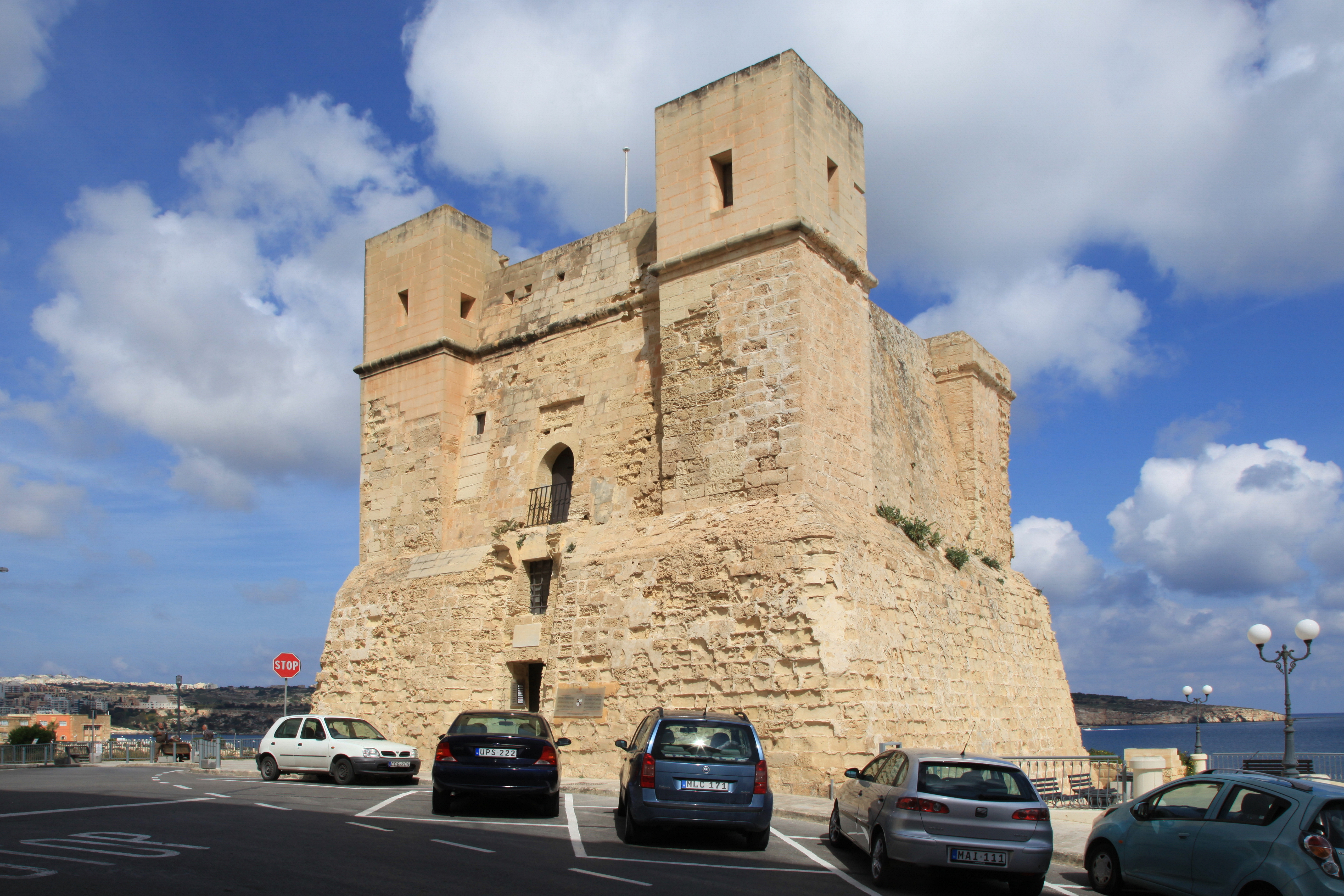
La Torre Wignacourt, la torre de vigilancia más antigua de Malta.

A pesar de las importantes fortificaciones en el área del puerto, a principios del siglo XVII, la mayor parte del litoral restante seguía en gran parte sin defender. En 1605, la Torre Garzes fue construida en la isla de Gozo. En los años siguientes, Alof de Wignacourt continuó mejorando las fortificaciones costeras mediante la construcción de las torres de Wignacourt, una serie de seis torres de vigilancia. Durante el reinado del gran maestre Lascaris, también se construyeron varias torres más pequeñas. Su sucesor, de Redin, una vez más construyó una serie de torres similares. La última torre costera que se construyó fue la Torre Isopu, que se construyó en 1667 durante el reinado de Nicolas Cotoner.
En 1693, un terremoto dañó muchos edificios en Malta, particularmente en la antigua capital de Mdina. La catedral, que había sido construida durante la ocupación normanda de Malta, fue demolida posteriormente y se construyó una nueva catedral barroca en su lugar a partir de 1697.
En el siglo XVII y principios del XVIII, la marina de la Orden estaba en su apogeo. La Orden, generalmente junto con otras armadas europeas, participó en batallas navales contra los otomanos, como la acción del 28 de septiembre de 1644, o la Batalla de los Dardanelos en 1656. También participaron en la Batalla de Lepanto en 1571 bajo el mando de Juan de Austria. El Corso también se convirtió en una parte importante de la economía maltesa hasta principios del siglo XVIII.

### Colonización

Una cruz maltesa aparece en el escudo de armas de San Bartolomé, un legado de la colonización hospitalaria de la isla.

La Orden también participó en la colonización de las Américas. El 21 de mayo de 1651, adquirió cuatro islas en el Caribe: Saint Barthélemy, Saint Christopher, Saint Croix y Saint Martin. Estos se compraron a la Compagnie des Îles de l'Amérique francesa que acababa de disolverse. La Orden controló las islas bajo el gobierno de Phillippe de Longvilliers de Poincy hasta su muerte, y en 1665 las cuatro islas fueron vendidas a la Compañía Francesa de la India Occidental. Esto marcó el fin de la influencia de la Orden fuera del Mediterráneo.

## sigloXVIII

### Principios de siglo hasta el reinado de Pinto

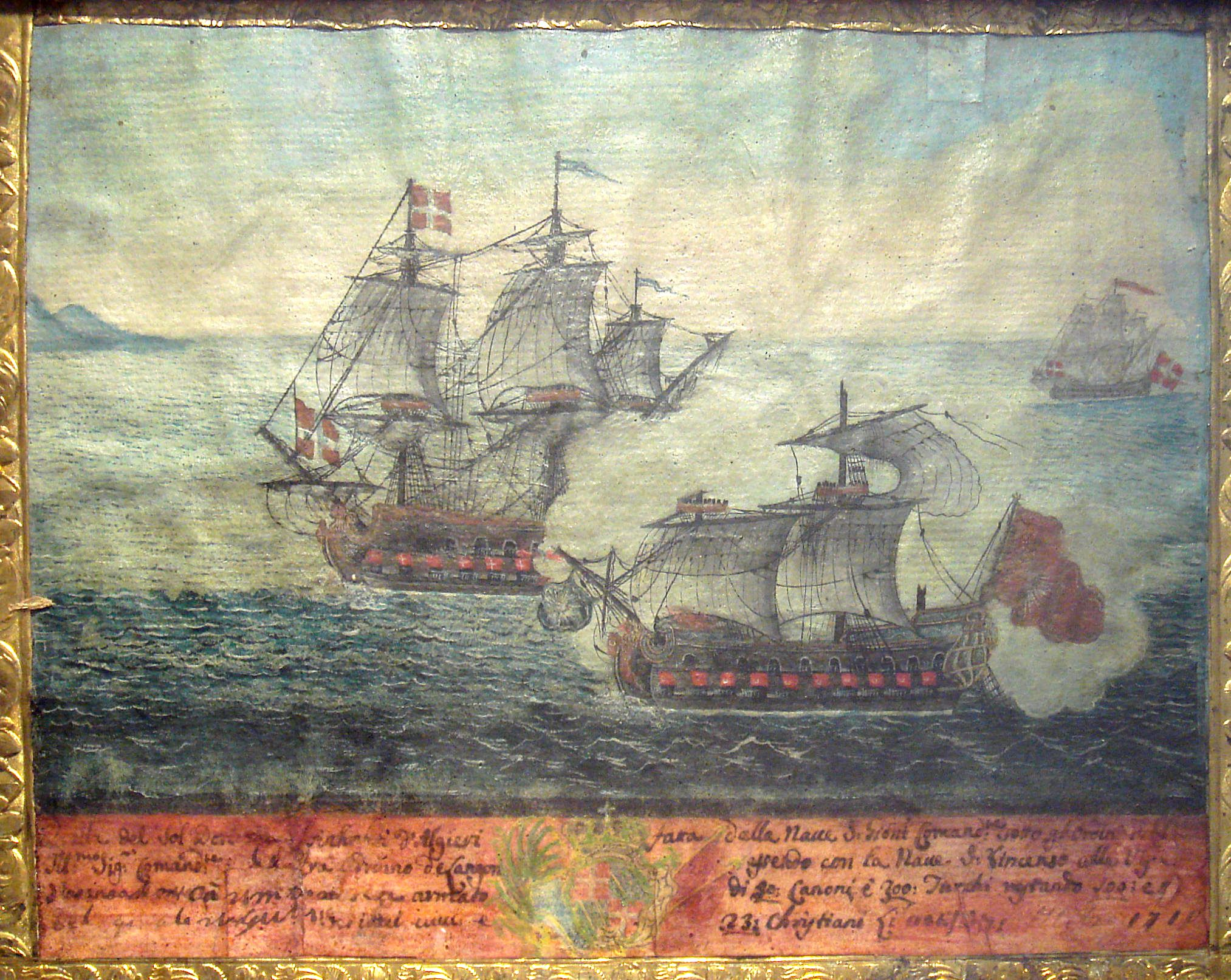
Una batalla naval entre la marina otomana y la flota de la Orden en 1719.

Desde 1714 en adelante, alrededor de 52 baterías y reductos, junto con varios atrincheramientos, se construyeron alrededor de las costas de Malta y Gozo. Otras fortificaciones importantes del siglo XVIII incluyen Fort Chambray en Gozo, que se construyó entre 1749 y 1760, y Fort Tigné en Marsamxett, que se construyó entre 1792 y 1795.
A lo largo del siglo XVIII, la arquitectura barroca fue popular en Malta. Esta se asocia principalmente con los Grandes Maestres António Manoel de Vilhena y Manuel Pinto da Fonseca, ambos portugueses. Durante el reinado de Vilhena, la ciudad de Mdina fue remodelada significativamente en el estilo barroco. Otras estructuras barrocas significativas construidas durante el reinado de Vilhena incluyen el Fuerte Manoel y el Teatro Manoel. La ciudad de Floriana también comenzó a desarrollarse alrededor de esta era entre las Líneas de Floriana y La Valeta, y se le dio el título de Borgo Vilhena por el gran maestre. Durante el reinado de Pinto, que duró desde 1741 hasta 1773, el estilo barroco seguía siendo fuerte. Los edificios típicos de esta época incluyen el Auberge de Castille y el paseo marítimo de La Valeta.

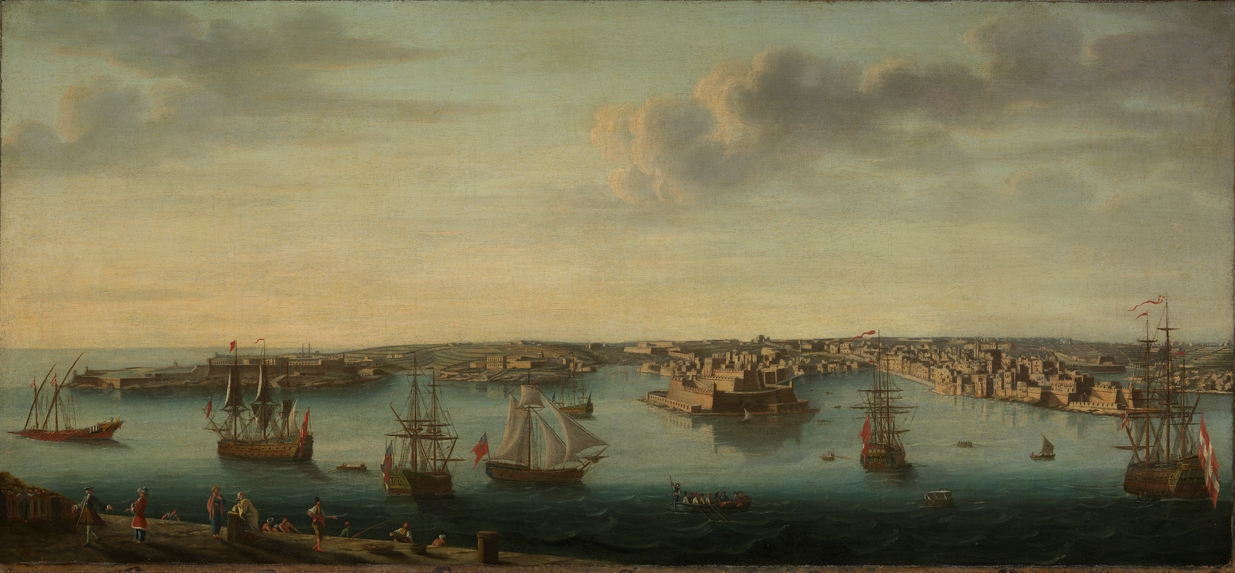
El gran puerto en 1750.

En 1749, se dio la Conspiración de los esclavos, en la que los esclavos turcos planearon rebelarse y asesinar a Pinto, pero esta fue suprimida antes de que comenzara debido a que sus planes se filtraban a la Orden.
En 1753, Pinto proclamó la soberanía de la Orden de Malta y una disputa comenzó con el Reino de Sicilia bajo el rey Carlos V. La disputa finalmente terminó un año después, el 26 de noviembre de 1754, cuando Sicilia y la Orden volvieron a las relaciones normales. A pesar de esto, Sicilia ya no tenía ningún control sobre las islas maltesas y Malta bajo la Orden se convirtió efectivamente en un estado soberano.

### Declive
En las últimas tres décadas del siglo XVIII, la Orden experimentó un descenso constante. Esto fue el resultado de una serie de factores, incluida la bancarrota que fue el resultado de la lujosa regla de Pinto, que agotó las finanzas de la Orden. Debido a esto, la Orden también se volvió impopular entre los malteses.
En 1775, durante el reinado de Francisco Jiménez de Tejada, ocurrió una revuelta conocida como el Levantamiento de los Sacerdotes. Los rebeldes lograron capturar Fort St. Elmo y Saint James Cavalier, pero la revuelta fue reprimida y algunos de los líderes fueron ejecutados, mientras que otros fueron encarcelados o exiliados.
En 1792, las posesiones de la Orden en Francia fueron incautadas por el estado debido a la Revolución Francesa, lo que llevó a la Orden ya en bancarrota a una crisis financiera aún mayor. Cuando Napoleón desembarcó en Malta en junio de 1798, los caballeros podrían haber resistido un largo asedio, pero se rindieron de la isla casi sin pelear. [24] Los franceses ocuparon Malta hasta 1800, cuando fueron derrocados por los revolucionarios malteses ayudados por Gran Bretaña. Malta se convirtió en un protectorado británico y, aunque el Tratado de Amiens establecía que debían ser devueltos a la Orden, nada se materializó. Cuando el nuevo Gran Maestre Giovanni Battista Tommasi demandó que el comisionado civil británico Alexander Ball devolviera el Palacio del Gran Maestre en La Valeta, Ball respondió el 2 de marzo de 1803 que Gran Bretaña estaba autorizada para continuar transportando tropas en la isla y que el palacio de gobierno no podía ser desocupado ya que estaba ocupado por funcionarios británicos.
Malta finalmente se convirtió en colonia británica en 1813 y permaneció como tal hasta su independencia en 1964. La Orden se dispersó por toda Europa, pero a principios del siglo XIX se redirigió hacia causas humanitarias y religiosas. En 1834, la Orden, que se conoció como la Orden Soberana y Militar de Malta, estableció su sede en su antigua embajada en Roma, donde permanece hasta el día de hoy.